# انسلمو چیتریو
انسلمو چیتریو (ایتالیایی: Anselmo Citterio; ۱۹ مهٔ ۱۹۲۷ – ۲ اکتبر ۲۰۰۶) دوچرخه‌سوار اهل ایتالیا بود.
وی در مسابقات کشوری و بین‌المللی در مجموع برندهٔ ۱ مدال نقره شده‌است.